# Debenge-Debenge
Debenge-Debenge (französisch für Schuld-Schuld) ist ein Jazzalbum von Dennis González’ Formation „New Dallasorleanssippi“. Die am 11. und 12. Februar 1988 im Omega Audio Studio in Dallas entstandenen Aufnahmen erschienen 1988 auf Silkheart Records.

## Hintergrund
Dennis González entschied sich für die Aufnahmen für ein Doppelquartett und hat bewusst auf Musiker aus verschiedenen Regionen zurückgegriffen. Was der Trompeter im Sinn hatte, war die Verbindung von drei Schwerpunkten kreativer Musiker in einer Session, notierte Kalamu ya Salaam; darauf bezieht sich auch der Titel New Dallasorleanssippi für sein Bandprojekt. „Im Verlauf der Gespräche mit Alvin Fielder (zu dieser Zeit Schlagzeuger des in New Orleans ansässigen Improvisational Arts Quintet) in den letzten zwei Jahren haben wir entschieden, dass es eine gute Sache sein könnte, eine ‚Dreieck‘-Zusammenarbeit zu begründen, wobei das Dreieck aus Auftritten in Dallas, Jackson (Mississippi) und New Orleans besteht und manchmal Leute wie Charles Brackeen und Malachi Favors hinzuzieht, um die Gruppe abzurunden,“ schrieb Dennis González zu den Vorbereitungen. González, Alvin Fielder und „Kidd“ Jordan hatten zuvor seit zwei Jahren zusammen gespielt. Hinzu kamen Marlon Jordan als zweiter Trompeter, als weiterer Bassist Henry Franklin, als Schlagzeuger W. A. Richardson. Das Titelstück basiert auf einer alten muslimischen Hymne, die González von einer liturgischen Gruppe singen hörte. Sie erinnerte ihn „an den alten Blues und die Straßenmusik von New Orleans.“

## Titelliste
- Dennis González New Dallasorleanssippi: Debenge-Debenge (Silkheart Records SHLP-112)[2]

1. The Masses (Charles Brackeen) 22:06
2. Innocence (W. A. Richardsson) 4:58
3. Debenge-Debenge (Dennis Gonzalez) 18:23
4. Zydeco Red 14:04 (Bonustrack)
5. Drew Do 7:43 (Bonustrack)

## Rezeption

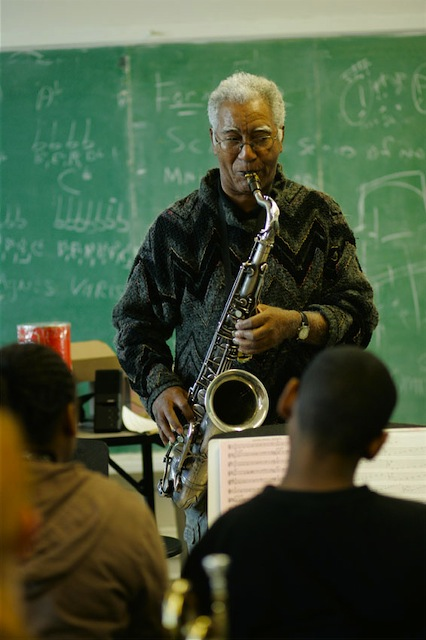
Kidd Jordan (2008)

Es sei wirklich sehr schwer (im Sinne von unfair), [bei dieser Session einzelne] Personen aus der offensichtlich kollektiven Inspiration herauszupicken, meinte Richard Cook in seiner Rezension für The Wire im März 1989. Aber Charles Brackeen spiele großartig. Debenge-Debenge habe eine meisterhafte Kohärenz und eine beeindruckende Konsistenz. Es ist eine kraftvolle und überzeugende Aussage von einem der engagiertesten und interessantesten zeitgenössischen Musiker und habe die Chance, eines der wichtigsten – und unterhaltsamsten – Alben des Jahres zu werden.
Obwohl es kein festes Rezept für die Produktion neuer Musik gibt, gibt es doch eine Schlüsselzutat: das menschliche Element, den Musiker, meinte Kalamu ya Salaam. Die Frische dieser Session spiegle die Kraft und Ernsthaftigkeit wider, mit der diese Männer, von denen einige eine ganze Generation voneinander entfernt sind, an ihre Kunst herangehen. Diese Jazzentwicklung im tiefen Süden der USA sei bedeutsam, besonders wenn man bedenke, dass die meisten anderen großen Entwicklungen nördlich der Mason-Dixon-Linie stattgefunden haben. Es sei eine Bestätigung der Allgegenwart des menschlichen kreativen Geistes, dass Visionäre wie der in Dallas lebende Dennis Gonzalez eine kühne neue Musik im modernen Jazz-Idiom erschaffen und dabei in einer südlichen Sensibilität verwurzelt blieben – der gleichen Sensibilität, die, so leise sie auch gehalten wird, ist derjenige, der diese Musik überhaupt erst produziert habe.
Die Kritiker Richard Cook und Brian Morton vergaben 1993 in der zweiten Auflage des Penguin Guide to Jazz vier Sterne und schrieben, Debenge-Debenge bestätige González’ beachtliche musikalische Intelligenz. Der vielseitig begabte Kidd Jordan schlage eine Brücke zwischen González’ klingender, manchmal leicht scharfer Trompete und Brackeens kraftvollem Tenorsaxophon; sein Sohn, Marlon Jordan, ist eine frische neue Stimme; Malachi Favors wiederum zeige hier mehr von seiner beeindruckenden Technik als sonst. Dies sei eine hervorragende Aufnahme, wunderschön konstruiert und produziert.